# Mad God
Pour plus de détails, voir Fiche technique et Distribution.
Mad God est un film d'animation horrifique américain réalisé par Phil Tippett et sorti en 2021. Il utilise la technique de la stop-motion.
Il est présenté en avant-première au festival international du film de Locarno en août 2021. Le film aura mis près de 30 ans à être achevé.

## Synopsis
Une cloche de plongée totalement corrodée plonge dans les profondeurs d'une ville en ruines. Un assassin en sort et va explorer la ville à travers un labyrinthe de paysages habités par d'étranges personnages[réf. nécessaire].

## Fiche technique
Sauf indication contraire, les informations mentionnées dans cette section peuvent être confirmées par la base de données cinématographiques IMDb,  présente dans la section « Liens externes ».
- Titre original : Mad God
- Réalisation et scénario : Phil Tippett
- Musique : Dan Wool (en)
- Décors : Phil Tippett
- Photographie : Chris Morley et Phil Tippett
- Montage : Michael Cavanaugh et Ken Rogerson
- Production : Phil Tippett
  - Coproduction : Jack Morrissey
  - Production déléguée : Sanjay Das, Colin Geddes, Katarina Gligorijevic, Gary Mundell, Jules Roman et Joshua Sobel
- Société de production : Tippett Studio
- Société de distribution : Carlotta Films (France)
- Budget : n/a
- Pays de production :  États-Unis
- Langue originale : anglais
- Format : couleur
- Genre : animation, horreur, dark fantasy
- Durée : 83 minutes
- Dates de sortie[2] :
  - Suisse : 5 août 2021 (festival international du film de Locarno)
  - Canada : 22 août 2021 (festival FanTasia)
  - France : 15 septembre 2021 (L'Étrange Festival), 26 avril 2023 (sortie nationale)
- Classification :
  - France : tous publics avec avertissement lors de sa sortie en salles

## Distribution
- Alex Cox
- Niketa Roman
- Satish Ratakonda
- Harper Taylor
- Brynn Taylor

## Production
Phil Tippett a eu l'idée de ce projet en 1987. Alors qu'il travaille sur RoboCop 2 (1990), il commence à développer ce projet, pas encore intitulé Mad God. Quelques années plus tard, durant la production de Jurassic Park, de nouvelles techniques d'effets visuels apparaissent et il sent que son travail sur la stop-motion va devenir obsolète.
Cependant, 20 ans plus tard, Phil Tippett reprend son projet, encouragé par les membres de son studio. Il est alors accompagné par des employés volontaires de l'entreprise sur leur temps libre :

« Ainsi, le week-end, jusqu'à 15 et 20 personnes venaient. Ils n'avaient pas tous le talent ou les compétences, mais je découvrais les processus au cours de la semaine. Je leur ai fait faire tout le gros du travail. »

— Phil Tippett
Grâce à un financement participatif sur Kickstarter, Phil Tippett parvient à créer environ la moitié de son film. Un making-of est dévoilé sur YouTube durant la  production.

## Sortie
Le film est présenté en avant-première au festival international du film de Locarno 2021. Il est également présenté en compétition à L'Étrange Festival 2021, où il remporte le prix du public.
En novembre 2022, le distributeur Carlotta Films annonce une date de sortie en salles. Celle-ci est prévue pour le 26 avril 2023,.

### Accueil critique
En France, le site Allociné propose une moyenne de 4,1⁄5, fondée sur 11 critiques de presse.

## Distinctions

### Récompenses
- L'Étrange Festival 2021 : prix du public
- Festival international du film fantastique de Catalogne 2021 : prix des meilleurs effets spéciaux[12]
- Festival Hallucinations collectives 2022 : Prix du jury[13]

### Sélection
- Festival international du film de Locarno 2021 : hors compétition